# Gornja Rasovača
Gornja Rasovača es un pueblo ubicado en la municipalidad de Merošina, en el distrito de Nišava, Serbia.

## Superficie
Posee una superficie de 2,388 kilómetros cuadrados.

## Demografía
Hasta 2011 la población era de 218 habitantes, con una densidad de población de 91,28 habitantes por kilómetro cuadrado.